# سیارک ۹۹۳۳
سیارک ۹۹۳۳ (به انگلیسی: 9933 Alekseev، نامگذاری:1985SM3) نه هزار و نهصد و سی و سومین سیارک کشف شده‌است که در ۱۹ سپتامبر ۱۹۸۵ کشف شد.
قدر مطلق سیارک برابر ۱۴٫۲۰ است.